# Муляр Руслан Станіславович
Русла́н Станісла́вович Муляр (24 січня 1975, м. Тернопіль, Українська РСР, СРСР — 26 травня 2018, с. Кримське, Новоайдарський район, Луганська область, Україна) — полковник Служби безпеки України, командир групи відділу Центру спеціальних операцій «А» Управління СБУ в Тернопільській області.

## Біографія
Народився 1975 року в місті Тернополі, в родині службовців. За іншими даними в с. Ангелівка Тернопільського району. Навчався у тернопільській середній школі № 20, у єдиному в Тернополі спеціальному спортивному класі. Займався легкою атлетикою, виконав норматив кандидата в майстри спорту. Неодноразовий переможець та призер всеукраїнських та обласних юніорських змагань, у 1992 році був членом збірної України з легкої атлетики. Займався також десятиборством, грав у футбол. 1994 року одружився. У 1997 закінчив Тернопільську академію народного господарства (нині — Західноукраїнський національний університет) за спеціальністю «Облік і аудит».
У 1997—1998 роках проходив строкову військову службу в прикордонних військах: в/ч 9932 (м. Івано-Франківськ, Навчальний центр), в/ч 9960 (м. Хмельницький, Академія прикордонних військ) та в/ч 1478 (м. Кременчук, Полтавська область, 23-й аеромобільний прикордонний загін).
Після демобілізації працював у Колективному сільськогосподарському підприємстві «Медобори» (с. Великі Гаї Тернопільського району).

### Служба в СБУ
У березні 2001 року розпочав службу в Управлінні СБУ в Тернопільській області, з лютого 2003 служив у відділі Центру спеціальних операцій «Альфа». 2004-го отримав перше офіцерське звання. У 2006 році навчався в Національній академії СБУ, де пройшов курс спеціальної підготовки. У вільний час захоплювався футболом, був голкіпером та капітаном футбольної команди тернопільського УСБУ. У складі збірних команд Тернопільщини здобував численні перемоги в спортивних змаганнях, в тому числі в чемпіонатах України серед учасників АТО.
З початком російської збройної агресії проти України виконував завдання в зоні проведення антитерористичної операції. У жовтні 2014 року призначений командиром групи тернопільського відділу ЦСО «А», загалом пройшов 8 ротацій в зоні проведення АТО та операції Об'єднаних сил. За професіоналізм, героїзм та доблесть був неодноразово нагороджений відомчими відзнаками.
У травні 2018 року присвоєне звання полковника.
Загинув 26 травня 2018 року близько 17:45 під час виконання бойового завдання в районі села Кримське і Бахмутської траси, — поблизу окупованого села Жолобок, — внаслідок обстрілу групи співробітників СБУ з ворожої БМП-1. Разом із ним загинув прапорщик Юрій Журавльов, ще один спецпризначенець дістав важке поранення.
Похований 29 травня на Микулинецькому цвинтарі Тернополя, на Алеї слави. На церемонії прощання був присутній голова СБУ Василь Грицак.
Залишились дружина Ольга Богданівна, двоє синів-близнюків Олександр і Станіслав 2007 р.н., донька Наталія 1995 р.н. та онука.
У листопаді 2018 року родина загиблого офіцера СБУ отримала трикімнатну квартиру у новобудові Тернополя.

## Нагороди та звання
За доблесть і самовідданість, виявлені при виконанні службового обов'язку, Указом Президента України від 02.06.2018 № 158 нагороджений орденом «За мужність» ІІІ ступеня (посмертно).
Почесний громадянин Тернопільської області (26 серпня 2022, посмертно);
Нагороджений відзнаками керівництва Служби безпеки України та Управління, у томі числі медалями «За сумлінну службу», медаллю ЦСО «А» СБУ та медаллю «За службу Україні», відзнаками голови Тернопільської ОДА.
Рішенням сесії Тернопільської міської ради у серпні 2018 року присвоєне звання «Почесний громадянин Тернополя».